# Trattato di Saint-Germain-en-Laye (1679)
Il trattato di Saint-Germain-en-Laye del 1679 (detto più propriamente trattati di Saint-Germain-en-Laye del 1679) furono una serie di accordi stipulati alla fine della guerra di Scania tra Svezia, Francia e Brandeburgo. Con il primo trattato di Saint-Germain del 1679, la Svezia riottenne tutti i propri domini di Brema-Verden e della Pomerania svedese, persi a favore del Brandeburgo nella guerra di Scania. La Svezia rettificò il trattato il 28 luglio 1679. Il 25 ottobre di quello stesso anno, il Brandeburgo concluse col regno di Francia quello che divenne noto come secondo trattato di Saint-Germain del 1679.
Il trattato è considerato da alcuni come "la peggior sconfitta politica" dell'elettore Federico Guglielmo I di Brandeburgo. Questi venne costretto dalla Francia a restituire alla Svezia ciò che egli considerava suo possedimento per diritto, e sul quale aveva posto quattro anni di sforzi bellici in campagna militare.

## Antefatto

Federico Guglielmo I di Brandeburgo

La Svezia si era alleata con la Francia nell'aprile del 1672. All'epoca, Gran Bretagna, Elettorato di Brandeburgo, Paesi Bassi e Danimarca erano tutti schierati contro la Svezia. Leopoldo I del Sacro Romano Impero si alleò coi Paesi Bassi e con la Spagna contro la Francia il 30 agosto 1673 e dichiarò guerra all'inizio del 1674. Successivamente, anche Federico Guglielmo I di Brandeburgo aderì all'alleanza anti-francese.
In supporto di Luigi XIV di Francia, Carlo XI di Svezia invase il Brandeburgo nel 1674, ma venne sconfitto duramente nella battaglia di Fehrbellin del 1675. La Danimarca quindi invase la provincia della Scania (Skåne) che era stata persa a favore della Svezia nel 1658 e riconquistata completamente ad eccezione della città di Malmö. Le forze svedesi si ritirarono in Svezia per mancanza di rifornimenti e truppe e quindi tornarono in Scania alla fine dell'estate del 1676. Per i successivi tre anni, la Scania fu il campo di battaglia di fieri scontri tra truppe danesi e svedesi.
Nel corso della Guerra di Scania il Brandeburgo occupò i domini svedesi nella Germania settentrionale, la Pomerania svedese (ad eccezione dell'isola di Rügen) e Brema-Verden, nonché la Curlandia; Denmark occupied Rügen ma vennero sconfitti in Scania nelle battaglie di Lund (1676) e Landskrona (1677).
Dopo che i trattati di Nimega (1678/1679) ebbero posto fine alla guerra franco-olandese, la Francia fu in grado di supportare nuovamente la Svezia nella sua guerra, ed invase il ducato di Cleves nel basso Reno. Il Brandeburgo, a corto di truppe nell'area e privato dei propri alleati storici dal trattato di Nimega, non ebbe altra scelta che sottoscrivere una pace con la Francia a spese delle sue conquiste strappate alla Svezia. La Danimarca pure dovette concludere il trattato di Fontainebleau con la Svezia nel settembre del 1679.

## I negoziati

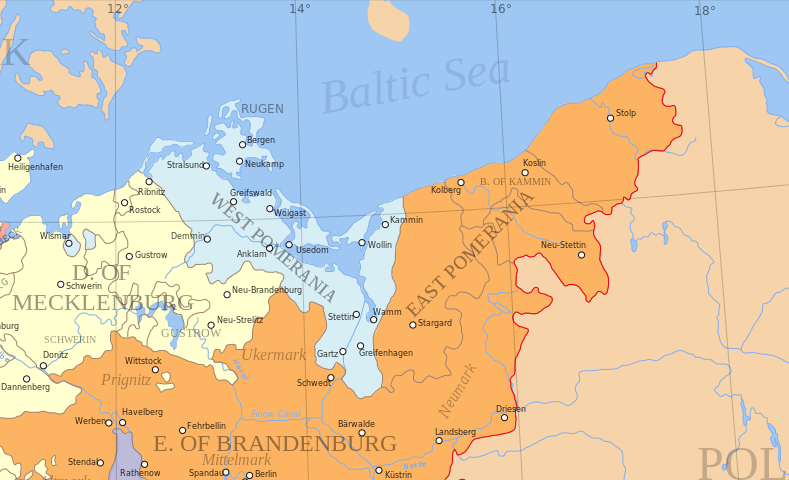
La Pomerania svedese (in blu) e l'elettorato di Brandeburgo con la Pomerania brandeburghese (in arancione) tra i trattati di Stettino (1653) e Saint-Germain (1679)

L'alleato principale del Brandeburgo, l'imperatore Leopoldo I del Sacro Romano Impero aveva concluso una pace separata con Luigi XIV di Francia nel febbraio del 1679, confermando il trattato di Vestfalia del 1648 che includeva la cessione di Brema-Verden e della Pomerania svedese alla Svezia. La mossa di Leopoldo I, pur non volendo favorire il nemico, voleva comunque evitare che Federico Guglielmo divenisse un "nuovo re dei Vandali nei Baltici", né tantomeno che il conflitto brandeburgo-pomerano disturbasse i suoi negoziati con la Francia.
Federico Guglielmo I coi suoi diplomatici giunse a offrire alla Francia il proprio supporto incondizionato, incluso quello militare, contro il Sacro Romano Impero se Luigi XIV gli avesse lasciato tenere almeno la Pomerania svedese. Quando anche questo fallì, Federico Guglielmo I offrì direttamente "tonnellate d'oro" alla Svezia per la Pomerania svedese, nonché il supporto militare contro la Danimarca.
Luigi XIV, ad ogni modo, non aveva né interesse né necessità di accondiscendere ai desideri del Brandeburgo. Al contrario, aveva forti interessi affinché la Svezia non perdesse alcun territorio in quanto era una delle migliori alleate della Francia in quel momento. Quando Federico Guglielmo chiese se la Svezia fosse stata disposta a cedere Stettino, gli svedesi risposero che l'avrebbero considerata alla stregua di Stoccolma e che la Francia non avrebbe quindi tardato a "prendere Lippstadt, Minden e poi Halberstadt e Magdeburgo e quindi avrebbe raggiunto infine Berlino". Con il ducato di Cleves occupato e Minden assediata, la Francia rifiutò un'ulteriore offerta da parte di Federico Guglielmo di scambiare le sue province del Reno in cambio della Pomerania svedese.

## Contenuto del trattato

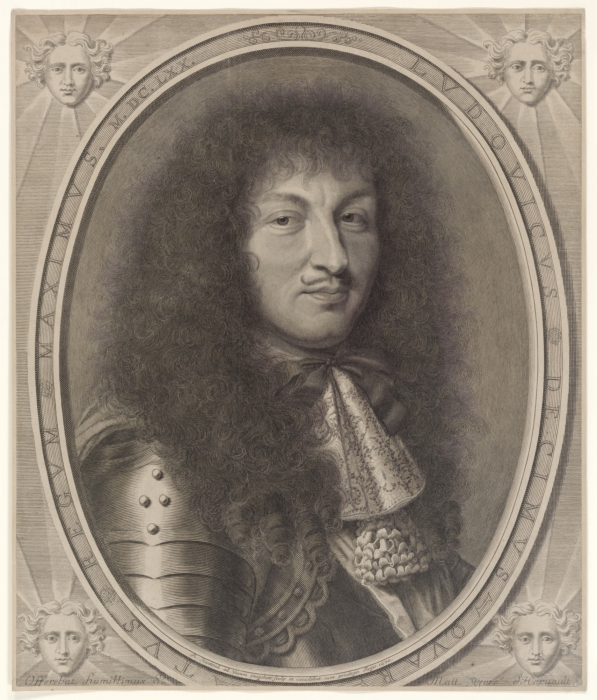
Luigi XIV di Francia

Il 29 giugno 1679, Federico Guglielmo I di Brandeburgo siglò il trattato, restaurando con esso il ducato di Brema-Verden e gran parte della Pomerania svedese alla Svezia in cambio di un pagamento di consolazione da parte di Luigi XIV di Francia e della restituzione Frisia Orientale. Il denaro dato dalla Francia al Brandeburgo fu di 300.000 talleri da pagarsi in due anni.
L'elettorato di Brandeburgo ottenne inoltre la riva orientale del fiume Oder (già della Svezia) ad eccezione di Gollnow e Damm. Gollnow venne impegnata al Brandeburgo per la somma di 50.000 talleri dalla Svezia nel 1693. In Pomerania svedese venne dichiarato lo sgombero delle truppe brandeburghesi nel giro di tre mesi.
Il trattato conteneva un paragrafo inoltre che proibiva alle truppe olandesi di essere poste come guarnigione nel ducato di Cleves.

## Rettificazioni e conseguenze

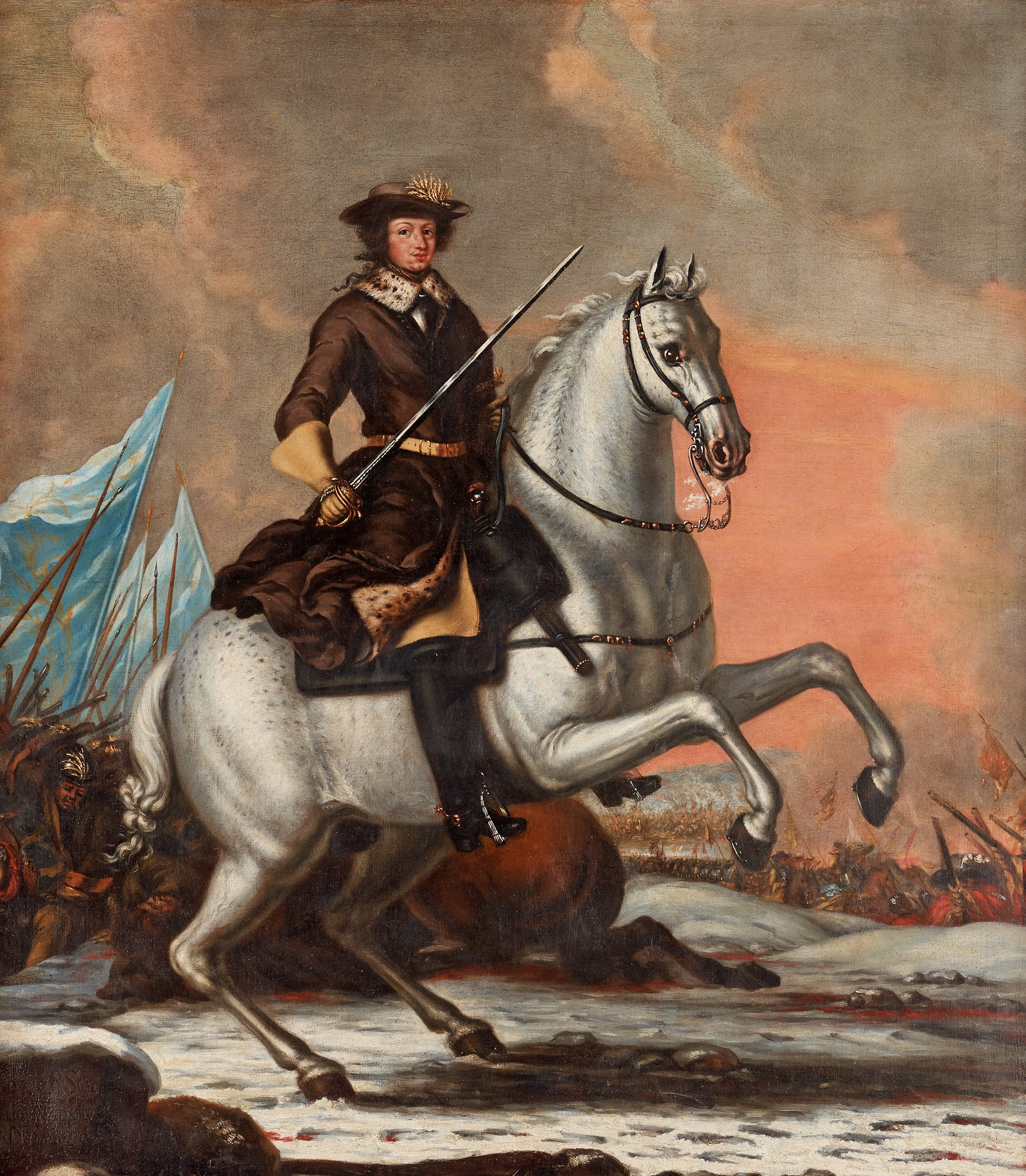
Carlo XI di Svezia

Stettino venne restituita alla Svezia nel dicembre del 1679. La Danimarca, che durante la guerra di Scania aveva occupato Rügen, concluse un trattato separato con la Svezia: nel trattato di Lund del 26 settembre 1679, la Danimarca assicurò il ritorno di Rügen alla Svezia entro il 20 ottobre.
Sempre nel 1679, il Brandeburgo concluse un'alleanza segreta con la Francia: la sovranità del Brandeburgo avrebbe dovuto essere rispettata dalla Francia per dieci anni e per gli stessi anni la Francia avrebbe pagato 100.000 livres annuali per ottenere il libero passaggio delle proprie armate attraverso i territori brandeburghesi. Quest'alleanza fu dovuta in parte al disappunto subito dagli Hohenzollern nei confronti degli imperatori della casata d'Asburgo, che avevano approvato la firma del trattato che di fatti vanificava tutti gli sforzi bellici fatti dal Brandeburgo, anteponendovi solo ed esclusivamente i propri interessi personali. Conscio dell'espansionismo Francese che egli definiva "il giogo francese", Federico Guglielmo I di Brandeburgo ad ogni modo concluse che "solo la protezione di Dio ed il potere del re [francese] possono darci sicurezza", e che l'impero e l'imperatore "fossero stati i primi a lasciarci senza difese davanti ai nostri nemici". Ad ogni modo, all'inizio del 1685, il Brandeburgo segretamente diede inizio ad una nuova alleanza anti-francese.